# Ihosy (stad)
Ihosy is de hoofdstad van de regio Ihorombe in Madagaskar. De stad telt 18.205 inwoners (2005).

## Geschiedenis
Oorspronkelijk lag de stad 3 kilometer verder op op een heuvel, in 1806 verlieten de inwoners de heuvel en verhuisde naar de huidige locatie van Ihosy. 
Tot 1 oktober 2009 lag Ihosy in de provincie Fianarantsoa. Deze werd echter opgeheven en vervangen door de regio Ihorombe. Tijdens deze wijziging werden alle autonome provincies opgeheven en vervangen door de in totaal 22 regio's van Madagaskar. 

## Vervoer
De plaats ligt aan de Route nationale 7 en er is een lokaal vliegveld Luchthaven Ihosy.

## Bezienswaardigheden
- Het Nationaal park Isalo ligt in de buurt van Ihosy en Ranohira
- De grotten van Andranomilitry, op 10 km van de stad in de richting van Toliara